# 레버부르스트
레버부르스트(독일어: Leberwurst)는 독일의 펴 발라 먹을 수 있는 간 소시지로, 돼지나 소의 간을 넣어 만든다. 그 외에 흔히 사용하는 재료로 고기(특히 송아지고기), 지방 및 여러 가지 향신료(흑후추, 마조람, 올스파이스, 백리향, 육두구 등)가 있다.

## 이름
독일어 "레버부르스트(Leberwurst)"는 "간 소시지"라는 뜻이다. "레버(Leber)"는 "간"을, "부르스트(Wurst)"는 "소시지"를 뜻한다.

## 사진 갤러리

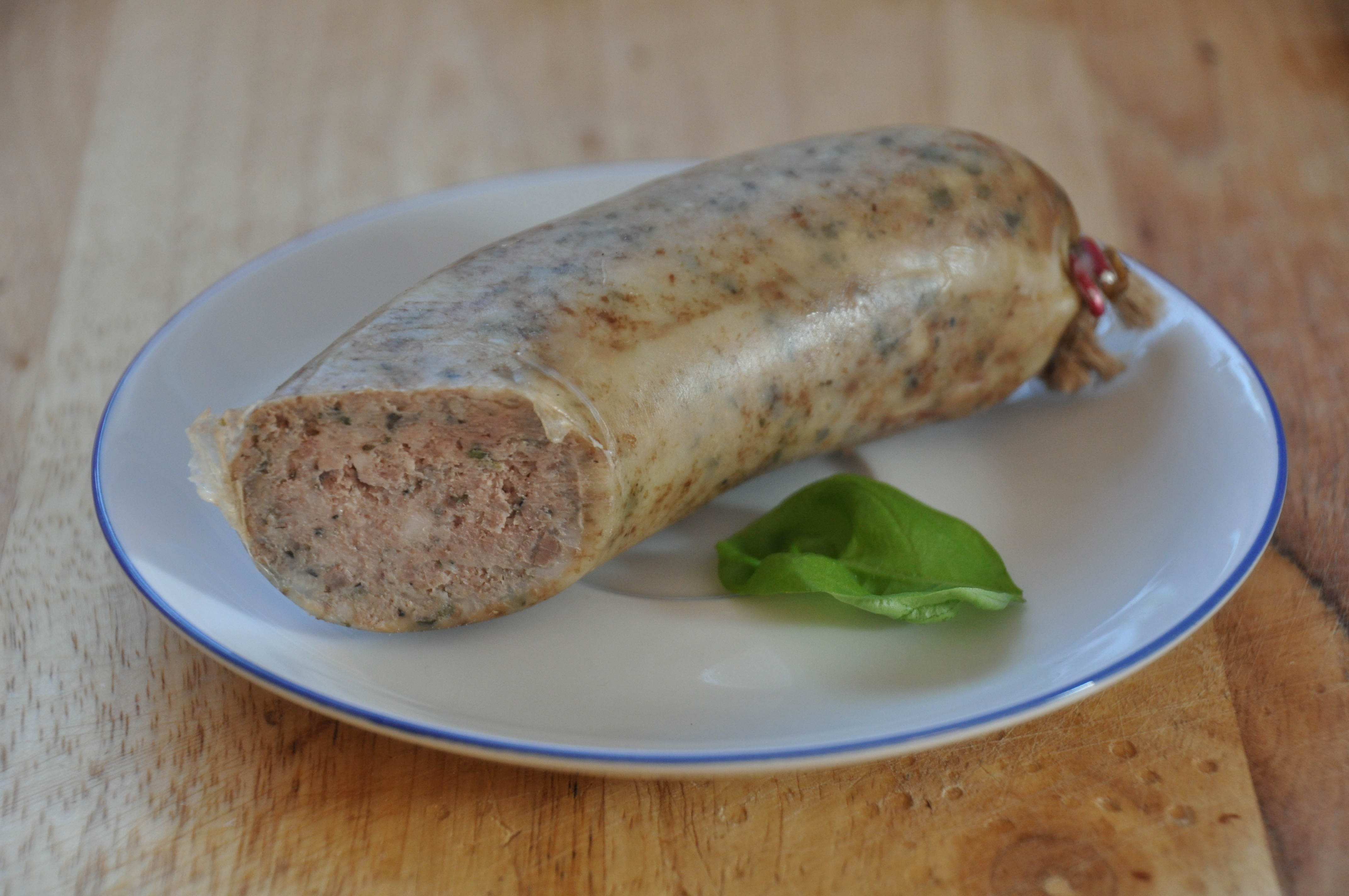
튀링겐 레버부르스트
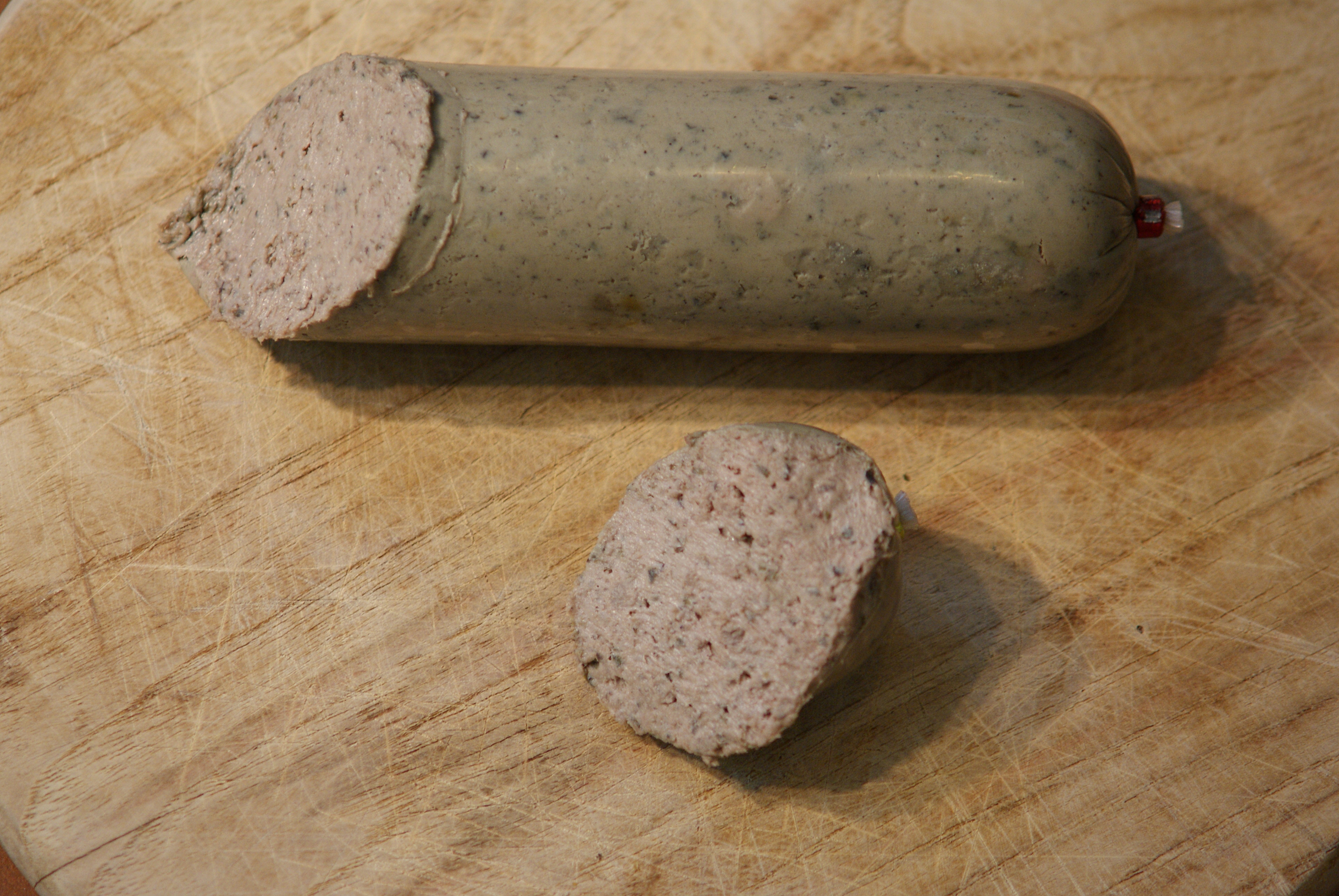
팔츠 레버부르스트
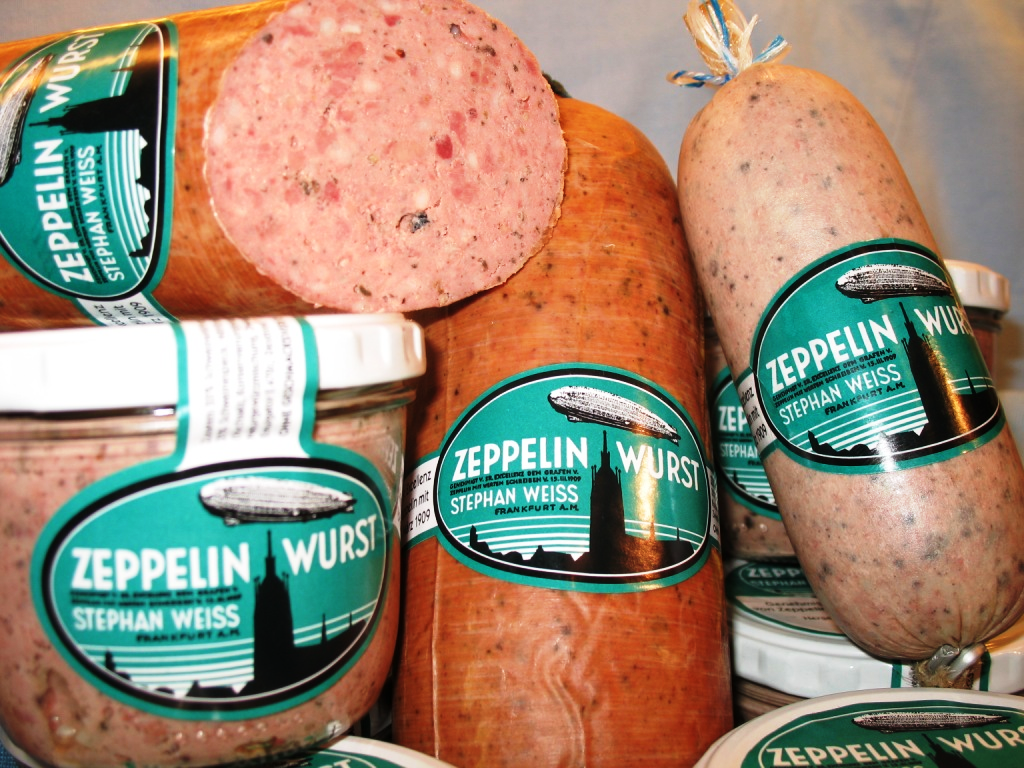
프랑크푸르트 체펠린부르스트

## 같이 보기
- 이트르니체